# Empingham
Empingham è un paese della contea del Rutland, in Inghilterra.